# Port lotniczy Tongo
Port lotniczy Tongo (ang. Tongo Airport, ICAO: GFTO) – port lotniczy zlokalizowany w Tongo, w Sierra Leone. Jego operatorem jest Sierra Leonean Airports Authority.